# Pixar Short Films Collection - Volume 3
Pixar Short Films Collection - Volume 3 é uma compilação de DVD e Blu-ray de 2018 dos curtas-metragens animados da Pixar, seguindo do Pixar Short Films Collection - Volume 1 de 2007 e do Pixar Short Films Collection - Volume 2 de 2012. Apresenta treze curtas lançados a partir de 2012 até 2018. O volume 3 foi lançado em 13 de novembro de 2018 pela Walt Disney Studios Home Entertainment.

## Lista de Curtas
| Nº | Título                       | Direção                | Escrito por                                    | Data de lançamento      |
| -- | ---------------------------- | ---------------------- | ---------------------------------------------- | ----------------------- |
| 1  | Partysaurus Rex              | Mark Walsh             | Mark Walsh                                     | 14 de setembro de 2012  |
| 2  | The Legend of Mor'du         | Brian Larsen           | Steve Purcell, Brian Larsen                    | 13 de novembro de 2012  |
| 3  | The Blue Umbrella            | Saschka Unseld         | Saschka Unseld                                 | 12 de fevereiro de 2013 |
| 4  | Party Central                | Kelsey Mann            | Kelsey Mann                                    | 9 de agosto de 2013     |
| 5  | The Radiator Springs 500½    | Rob Gibbs, Scott Morse | John Lasseter, Jeremy Lasky, Rob Gibbs         | 20 de maio de 2014      |
| 6  | Lava                         | James Ford Murphy      | James Ford Murphy                              | 14 de junho de 2014     |
| 7  | Cosmic Scrat-Tastrophe       | Chris Wedge            | Chris Wedge                                    | 7 de março de 2015      |
| 8  | Sanjay's Super Team          | Sanjay Patel           | Sanjay Patel                                   | 15 de junho de 2015     |
| 9  | Riley's First Date?          | Josh Cooley            | Josh Cooley                                    | 14 de agosto de 2015    |
| 10 | Piper                        | Alan Barillaro         | Alan Barillaro                                 | 17 de junho de 2016     |
| 11 | Marine Life Interviews       | Ross Haldane Stevenson | Victoria Strouse, Andrew Stanton, Bob Peterson | 25 de outubro de 2016   |
| 12 | Lou                          | Dave Mullins           | Dave Mullins                                   | 12 de março de 2017     |
| 13 | Miss Fritter's Racing Skoool | James Ford Murphy      | James Ford Murphy                              | 24 de outubro de 2017   |
| 14 | Bao                          | Domee Shi              | Domee Shi                                      | 21 de abril de 2018     |

## Ligações Externas
- «Página oficial»
- Pixar Short Films Collection - Volume 3. no IMDb.